# Discodes ipaikalensis
Discodes ipaikalensis är en stekelart som beskrevs av Svetlana N. Myartseva 1981. Discodes ipaikalensis ingår i släktet Discodes och familjen sköldlussteklar.
Artens utbredningsområde är:
- Rumänien.
- Turkmenistan.

Inga underarter finns listade i Catalogue of Life.